# Kama (rivier)
De Kama (Russisch: Кама, Tataars: Çulman) is een rivier in Europees Rusland en de langste zijrivier van de Wolga.

## Ligging
De rivier ontspringt in het centrale deel van de Boven-Kamahoogte bij de selo (dorp) Koeligi in het noordoosten van Oedmoertië en stroomt vandaar ongeveer 200 kilometer naar het noorden door oblast Kirov naar de selo Lojno, vanwaar de rivier ongeveer 200 kilometer naar het oosten stroomt alvorens af te buigen naar het zuiden bij de selo Bondjoeg in kraj Perm. Ongeveer 70 kilometer zuidelijker stroomt de Visjera in de rivier en iets zuidelijker liggen aan de linkeroever de steden Solikamsk en Berezniki, waar de rivier uitstroomt in het langgerekte en tot 20 meter diepe Kamastuwmeer (1.915 km²), waarvan de stuwdam bij Perm ligt. Perm is met meer dan een miljoen inwoners verreweg de grootste stad aan de Kama en vormt het bestuurlijk centrum van de gelijknamige kraj Perm. Ten noorden hiervan stroomt ook de Tsjoesovaja in de rivier. Na Perm gaat de rivier langzaam over in het Votkinstuwmeer, waaraan het stadje Osa ligt en waarvan de stuwdam zich bevindt bij de stad Tsjaikovski, ongeveer 330 kilometer ten zuidwesten van Perm.
Vanuit Tsjaikovski stroomt de rivier opnieuw Oedmoertië binnen en langs de stad Sarapoel in zuidelijke richting naar Tatarije, waar de rivier overgaat in het Beneden-Kamastuwmeer, waarin vanuit Basjkirostan de Belaja stroomt en waarvan de stuwdam bij de stad Naberezjnye Tsjelny ligt, bekend van de Kamazvrachtwagens. Iets verderop stroomt de Vjatka vanuit het noorden in de rivier. Iets verder naar het westen mondt de rivier uit in het Stuwmeer van Samara, dat uitmondt in de Wolga. De rivier vormt een druk bevaren handelsroute. De rivier is bevaarbaar vanaf de pgt Kertsjevski (966 km) en bij hoogwater nog eens 600 kilometer verder stroomopwaarts. Voor de scheepvaart wordt de rivier regelmatig uitgebaggerd.

### Zijrivieren
In het stroomgebied van de Kama bevinden zich 73.718 rivieren, waarvan de meeste (94,5%) nog geen 10 kilometer lang zijn. De langste zijrivieren aan de linkerzijde zijn de Zuidelijke Keltma (Joezjnaja Keltma), Visjera, Sylva, Tsjoesovaja, Belaja, Ik en Zaj en aan de rechterkant de Kosa, Obva en Vjatka. Alle rechter zijrivieren en een gedeelte van de rivieren aan de linkerkant zijn vlaklandrivieren; de meeste ervan stromen vanuit het noorden. De Visjera, Jajva, Kosva, Tsjoesovaja en een aantal van hun zijrivieren zijn snelstromende koude bergrivieren, afkomstig uit de Oeral.

## Debiet
De rivier wordt vooral gevoed door sneeuw en verder door regen en grondwater. Zo'n 62,5% van de jaarlijkse afvoer van de rivier vindt plaats tijdens de lente (maart tot juni), 28,3% tijdens de zomer en herfst en 9,1% tijdens de winter. Het waterniveau schommelt jaarlijks 8 meter in de bovenloop en 7 meter in de benedenloop. Het debiet is gemiddeld 1630 m³/sec bij de waterkrachtcentrale Kamskaja, 1730 m³/sec bij de waterkrachtcentrale Votkinskaja en ongeveer 3500 m³/sec bij de monding, waar deze maximaal 27.500 m³/sec bedraagt. IJsvorming in de rivier start aan het begin van november in de bovenloop en aan het einde van november in de benedenloop met 10 tot 20 dagen met drijfijs, gevolgd door vijf maanden ijs, waarna de rivier in april weer ontdooit.

## Stuwmeren
De stuwmeren in de Kama maken deel uit van de Wolga-Kama-cascade en omvatten vanaf de bron:
- Kamastuwmeer (1915 km²)
- Votkinstuwmeer (1120 km²)
- Beneden-Kamastuwmeer (2580 km²; soms ook op 3490 km² gesteld, 45 miljard m³)
- uitmonding in het Stuwmeer van Samara (vroeger Stuwmeer van Koejbysjev, 6450 km², 58 miljard m³)

## Steden
Aan de rivier liggen vanaf de oorsprong de steden Solikamsk, Berezniki, Dobrjanka, Perm, Krasnokamsk, Ochansk, Osa, Tsjaikovski, Sarapoel, Kambarka, Menzelinsk, Naberezjnye Tsjelny, Jelaboega en Tsjistopol.
- Gemeinsame Normdatei: 4342590-2
- Library of Congress Control Number: sh85071381
- Nationale Bibliotheek van Letland: 000354162
- Nationale Bibliotheek van Tsjechië: ge771146
- Nationale Bibliotheek van Israël: 987007538684605171
- Virtual International Authority File: 239172346